# إبعاد (علم نفس)
نشأ مفهوم الإبعاد عن عمل عالِمَي النفس التنموي هاينز فيرنر وبرنارد كابلان. يصف الإبعاد العملية التي يساعد بها علماء النفس الأشخاص على تأسيس شخصيتهم الفردية من خلال فهم انفصالهم عن كل شيء حولهم. يعتبر هذا الفهم لهوية الفرد مرحلة أساسية في التواؤم مع الرموز، التي تشكل بدورها أساس الإدراك الكامل واللغة. وقد أُنجزت مؤخرًا أعمال في الإبعاد النفسي تتعلق بالتطور والشخصية والسلوك.

## تطوير اللغة
الإبعاد في سياق تطوير اللغة هو الزيادة في التباين »النوعي« بين الجسم المشار إليه (المعروف باسم «المرجع») والطريقة التي يُشار إليه بها (الأداة). فمثلًا، تكون التفاحة هي المرجع والطريقة التي يُنقل بها هذا الشيء إما من خلال الأصوات أو الكلمات. يقلد جميع الأطفال الصغار في البداية أي صوت يسمعونه ثم يبدؤون في استخدام بعض هذه الأصوات للتعبير عن حاجاتهم. عند تعيينهم صوتًا للحاجة يحدث ما يسمى «تحول في الوظيفة» من التقليد إلى التقليد المصوّر، الذي يوضح التحول من الصوت العشوائي إلى الصوت المرتبط بالحاجة. ونتيجة للتقليد المصوّر، يظهر بُعدٌ طفيف بين الأصوات المنطوقة والحدث الذي تمثله. يُعرف هذا باسم تصوير المحاكاة الصوتية الطبيعي.
مع تزايد البعد بين المرجع والأداة، ينتقل الأطفال من التحدث بلغة «الطفل» إلى اللغة القياسية. يحدث هذا الانتقال في اتجاهين، في إبعاد المرجع عن الأداة وفي إبعاد الأداة عن المرجع. مع تزايد البعد بين المرجع والأداة، تنخفض المحسوسية بينهما. مثلًا، يُطبق الصوت الذي يمثل قطة معينة على جميع القطط.
تظهر زيادة البعد بين الأداة والمرجع في أربعة أنواع من الأشكال الانتقالية للتمثيلات اللغوية الرمزية. في النوع الأول، يستخدم الأطفال تعبيراتهم في المحاكاة الصوتية ولكن بطرق تقليدية. مثلًا، صياغة الفعل «Bumer» (بمعنى يسقط) من الكلمة الأصلية Bum (Boom). النوع الثاني هو عندما يعدل الأطفال كلماتهم لصياغة أشكال مركبة، مثل استخدام الكلمة الطفولية Poch للطرق بالمطرقة
وتشكيل كلمة Pochmaker لتعني Workman. في النوع الثالث، يستخدم الأطفال مزيجًا من كلماتهم الخاصة والكلمات التقليدية مثل Bah-sheep. النوع الرابع هو عندما يُطلب من الأطفال تكرار الكلمات القياسية ويجيبون بكلمتهم المقابلة. ينتقل الأطفال إلى الكلام العادي عندما تصبح الكلمات التي يستخدمونها رموزًا بدلًا من الإشارات. فمثلًا، غالبًا ما أخبرت مدرِّسة هيلين كيلر، الآنسة سوليفان، بما تمثله كلمة W-a-t-e-R (ماء)، ولكنها لم تفهم ما تعنيه الكلمة حتى وضعت يدها تحت الصنبور.
يسمح تطوير الحوار للأطفال بفهم الفرق بين أفكارهم وأفكار الآخرين. الإبعاد النفسي هو الذي يحدث الفرق في هذه الأفكار، ويسمح بالمقابل بمزيد من التعقيد نفسي مثل السماح بتمثيل الدوافع، والمعاني المتعددة والاختراع والنية والخداع والكذب.

## العلاج
وسّع الرائد في علاج المرضى الصم المكفوفين الدكتور فان ديك نطاقَ عمل فيرنر وكابلان في وقت لاحق، ثم نُقح بعمل الدكتورة سوزان بروس. في بداية استخدامه في العمل مع المرضى الصم المكفوفين، قاد الإبعاد التدريجي الشخص خلال مجرى من التفاعلات الجسدية التي تشجع المرضى على الاستجابة. في البداية، قد تكون الاستجابات مجرد تكرار لأفعال ممتعة، ولكن في النهاية تستبدل الأحداث الحالية في عقل الشخص بمفاهيم أكثر تعقيدًا، مثل الرغبات أو الطلبات أو تعابير أخرى تعكس الإدراك الرمزي وفهم الأحداث السابقة. مع تقدم الشخص خلال هذه المراحل، يمكنه في النهاية الانتقال من توصيل رغباته ببساطة (كما في الطفولة المبكرة) إلى معالجة أكثر تعقيدًا للرموز في التواصل. بمجرد إزالة حاجز الاتصال، يصبح من الممكن إجراء مزيد من العلاجات التقليدية والمنهجيات التعليمية.

## إخفاق الإبعاد
يستخدم كابلان وويلي أيضًا الإبعاد النفسي لوصف حالات الحلم والفصام، ينخفض البعد بين الفرد والآخرين والكلمات والأشياء التي يشيرون إليها أثناء الحلم. ومع تناقص البعد بين الكلمات وما تشير إليه، تبدأ الكلمات في حمل مَقصد المرجع. كنتيجة لذلك، يتخلل تعدّد المعاني كلامَ الأحلام، إذ يدمج الأفراد الصور والإيماءات معًا. مثلًا، عبارة «Commando-Red» المبلغ عنها أثناء الحلم تعني أنها غنت (Commando)عند الفجر (Red).
الفصام هو انكماش كبير في البعد النفسي لأن الفرد المستيقظ لا يعد قادرًا على تمييز الفرق بين نفسه والآخرين، والجسم المرجعي والأداة الرمزية. إن انخفاض البعد بين مريض الفصام والهدف المرجعي يجعل هؤلاء الأفراد يعتقدون أن الأشياء هي امتداد لأنفسهم وتعكس عواطف الشخص.

## منظور الإبعاد الذاتي
يحدث الإبعاد الذاتي عندما ينظر الأفراد إلى تجاربهم كمراقب. على عكس الإبعاد الذاتي، يذكر الأفراد المصابين بالانغمار الذاتي الأحداث بصيغة المتكلم. أظهرت الأبحاث الحالية أن الأفراد المصابين بالانغمار الذاتي يعانون من زيادة النشاط في استرجاع الذاكرة العاطفية والشخصية، والشبكات العصبية ذاتية الانعكاس في الدماغ مثل قشرة الفص الجبهي الإنسية، وباحة برودمان العاشرة. بالإضافة إلى ذلك، زاد الأفراد الانغمار الذاتي من النشاط في القشرة الحزامية الأمامية السفلية وباحة برودمان 25. رُبط فرط نشاط باحة برودمان 25 بالاكتئاب. يمكن اعتماد منظور إبعاد ذاتي تلقائيًا، وقد ثبت أنه يرتبط سلبًا بالتفاعل العاطفي. تبين أيضًا أن الأفراد الذين يعتمدون منظور الإبعاد النفسي قادرون على إعادة بناء واستنباط معنى الأحداث السلبية بدلًا من مجرد تذكر معلومات تفصيلية عما حدث في الذاكرة، حتى الآن، ظهر هذا التأثير بين الأميركيين والروس.
يملك عرض الأحداث من منظور الإبعاد النفسي القدرة على السماح للأشخاص بالعمل من خلال خبراتهم وتوفير رؤية واضحة بالإضافة إلى إغلاق الأحداث المؤلمة. وعلاوة على ذلك، فقد تبين أنها تعزز المنطق الحكيم في العلاقات الشخصية والصراعات السياسية، ما يخفف من المواقف المستقطبة تجاه أعضاء المجموعات الخارجية، ويعزز التواضع الفكري والانفتاح والتعاطف مع مرور الوقت.
يحدث اجترار الأفكار عندما يستمر الشخص في التركيز على أسباب إجهاده ونتائجه. أشارت الدراسات إلى أن الاجترار يؤخر الوقت الذي يستغرقه الشخص للتعافي من الأحداث السلبية من الناحية الفيزيولوجية لأنه يسترجع تجاربه السابقة باستمرار. عندما اعتمد الأفراد منظور الإبعاد الذاتي تبين أنه انخفض ضغط الدم لديهم مقارنةً بمن اعتمدوا منظور الانغمار الذاتي في الوقت الأولي للتفكير (التأمل) ومع مرور وقت سرد التجربة. هذا يشير إلى أن الإبعاد الذاتي قد يؤثر على الصحة البدنية أيضًا.

## آلية التعامل
يُطبق مصطلح الإبعاد كأسلوب تعلق. نظرية التعلق هي نظرية تصف تكوين الروابط العاطفية بين الناس وآثار تاريخ تعلق الشخص على تنظيم العاطفة والجوانب الأخرى للشخصية. أظهرت الدراسات أن أسلوب تعلق الشخص (مطمئن، أو قلق، أو تجنبي) يصبح مستقرًا مع العمر.
يُقيّم أسلوب التعلق عن طريق أي نوع من انعدام الأمن لدى الفرد، إما من خلال القلق المرتبط بالتعلق أو تجنب التعلق (الإبعاد). الأفراد المطمئنون هم الذين لديهم مستويات منخفضة من القلق والتجنب، يتعاملون جيدًا مع الإجهاد لأنهم يسعون للحصول على دعم من الشخصيات الموثوق بها أو يستخدمون صورًا عقلية من الدعم من الماضي. لا يشعر الأفراد الذين يعانون من انعدام الأمن والذين يعانون من مستويات عالية من القلق أو التجنب بالثقة في وجود الآخرين واستجابتهم.
القشرة الحزامية تحت الثفنية، والقشرة الحزامية الأمامية، وقشرة الفص الجبهي الإنسية، وقشرة الفص الجبهي الوحشية هي مناطق من الدماغ مرتبطة بتنظيم وكبح الأفكار والعواطف. وُجد في دراسة عصبية فيزيولوجية أن الأفراد القلقين والمتجنبين ينشّطون منطقتَي القشرة الحزامية الأمامية وقشرة الفص الجبهي الإنسية عندما يُطلب منهم عدم التفكير في حدث ما. ولكن وُجد أن الأفراد المتجنبين يعانون من زيادة في مستويات تنشيط القشرة الحزامية تحت الثفنية بالمقارنة مع المشاركين القلقين. كان لدى الأفراد القلقين أيضًا مستويات أقل من تنشيط القشرة الحزامية تحت الثفنية ومناطق قشرة الفص الجبهي الوحشية، وفقُا للدراسات السابقة، والتي أظهرت انخفاضًا في تدفق الدم إلى المناطق القشرة أمام الجبهية أثناء إلغاء تنشيط المهمة. فشل الأفراد المتجنبون في إلغاء تنشيط منطقتي قشرة الفص الجبهي الوحشية والقشرة الحزامية تحت الثفنية بشكل كامل أثناء كبح الأفكار والعواطف. هذا مشابه للدراسات السلوكية التي فشل فيها هؤلاء الأفراد في الحفاظ على الكبح عندما كانوا تحت عبء إدراكي (مثل تذكر الأرقام السبع) مقابل الأشخاص غير المتجنبين الذين أمكنهم الحفاظ على الكبح.

## أبعاد أخرى للإبعاد
الإبعاد له أيضًا أبعاد زمنية ومكانية واجتماعية واحتمالية. فمثلًا، زيادة البعد بين الكلمات وما تشير إليه من ناحية الزمان والمكان يسمح بالسفر الذهني إلى الماضي والمستقبل. في بداية التطور، يكون هناك بعد قليل بين الكلمات وما تعنيه، فالأطفال قادرون على استيعاب الأشياء الحقيقية والتحدث عنها فقط. مع اتساع البعد، يستطيع الأطفال استيعاب الموقع والماضي والحاضر والمستقبل، ثم تسمح اللغة بإيصال الأفكار المجردة والبعيدة. بالإضافة إلى ذلك، تتيح القدرة على النظر إلى الخلف والأمام في الوقت تشكيل الإدراك الأساسي مثل التنبؤ والتقييم والعمل.
تتحرك أبعاد الإبعاد معًا، فبينما يتذكر الناس أحداث الماضي يكون لديهم أيضًا إحساس موحد بالإبعاد في المستقبل. إن الأدب يعني البعد الاجتماعي الرسمي، إذ ينطوي التحدث بشكل أقل رسمية على التقارب. يدرك المشاركون الذين يقرؤون وصفًا رسميًا للحدث أنه سيحدث في المستقبل، ما يعني وجود إبعاد مكاني. ومن الناحية الاحتمالية، يتوقع الناس حدوث أمر شائع للمقربين منهم بدلًا من الظروف النادرة.